# Rudolf Weigl
Rudolf Weigl (Přerov, Moravia, Austria-Hungría, 2 de septiembre de 1883 – Zakopane, Polonia, 11 de agosto de 1957) fue un biólogo polaco e inventor de la primera vacuna efectiva contra el tifus.
Tras estudiar en la Universidad de Leópolis, Weigl fundó el Instituto Weigl, en Lwów, Segunda República Polaca (ahora Lviv, Ucrania), donde realizó la investigación y producción de su vacuna. Fue allí, durante la Shoah, donde albergaba a judíos con el riesgo de ser asesinados por los nazis, y sus vacunas también se transportaron de contrabando dentro del gueto local y en el Gueto de Varsovia, para salvar incontables vidas entre los judíos.

## Reconocimientos
Weigl fue nominado de forma continua para el Nobel cada año en 1930-1934 y 1936-1939. A pesar de estas nominaciones, nunca recibió un Premio Nobel por sus logros en materia de vacunas.
Medio siglo después de su muerte, muchos reconocieron la investigación, el trabajo y el servicio de Weigl. En 2003, fue honrado bajo el título de Justo entre las Naciones. Este premio fue otorgado por Israel y conmemoró su trabajo por salvar innumerables vidas de judíos durante la Segunda Guerra Mundial.
El 2 de septiembre de 2021, Google conmemoró el cumpleaños 138 de Weigl con un Doodle.